# Iuliu Winkler
Dans le nom hongrois Winkler Gyula, le nom de famille précède le prénom, mais cet article utilise l’ordre habituel en français Gyula Winkler, où le prénom précède le nom.
Iuliu Winkler est un homme politique roumain né le 14 mars 1964 à Hunedoara. Il est membre de l'Union démocrate magyare de Roumanie.

## Biographie
Lors des élections législatives roumaines de 2000, il est élu député dans le județ de Hunedoara.
Il est élu député européen lors des élections européennes de 2007 consécutives à l'adhésion de son pays à l'Union européenne. Il est réélu lors des élections européennes de 2009 et de 2014.
Au parlement européen, il siège au sein du groupe du Parti populaire européen dont il est membre du bureau du 16 septembre 2009 au 30 juin 2014. Il siège depuis 2007 au sein de la commission du commerce international, ainsi qu'entre 2008 et 2009 dans la Délégation à l'Assemblée parlementaire euro-latino-américaine et entre 2009 et 2014 dans la Délégation pour les relations avec l'Inde.
Il est titulaire de la croix de Commandeur de l'Ordre du Mérite de la République de Hongrie depuis 2008.